# Calceolaria arachnoidea
Calceolaria arachnoidea är en toffelblomsväxtart. Calceolaria arachnoidea ingår i släktet toffelblommor, och familjen toffelblomsväxter.

## Underarter
Arten delas in i följande underarter:
- C. a. arachnoidea
- C. a. nubigena